# Sport pendant la guerre froide
 (mai 2019).
- Si vous ne connaissez pas le sujet, laissez ce bandeau (vous pouvez alors contacter les auteurs).
- Si vous supprimez le contenu mis en cause (vous pouvez préalablement contacter les auteurs),

argumentez précisément cette suppression dans la page de discussion
(un manque de référence n'est pas un argument ; une recherche réelle de référence doit avoir été effectuée, être formellement documentée).
 (mai 2019).
Si vous disposez d'ouvrages ou d'articles de référence ou si vous connaissez des sites web de qualité traitant du thème abordé ici, merci de compléter l'article en donnant les références utiles à sa vérifiabilité et en les liant à la section « Notes et références ».
La période de la guerre froide (1945-1991) marque une période de tension internationale. Alors que les deux grandes superpuissances, l'URSS et les États-Unis, cherchent à étendre physiquement leur influence dans les pays européens et les pays du tiers-monde, un combat idéologique se déroule en parallèle entre les deux. Le sport émerge très rapidement comme un instrument du soft power. Comme le font remarquer Norbert Elias et Eric Dunning, « les Jeux olympiques permettent aux représentants des différentes nations de s’affronter sans s’entre-tuer ». Si la dissuasion nucléaire empêche désormais toute confrontation directe, le sport permet néanmoins de donner une connotation physique au conflit idéologique, et par conséquent de tester et confronter les modèles communistes et capitalistes en profitant de la forte visibilité de ces événements.

## Un enjeu idéologique

### Le sport vitrine des modèles communistes et capitalistes.
Si en 1945, l'URSS ne participe pas encore aux compétitions internationales, la culture sportive y est déjà très ancrée. De nombreuses infrastructures encadrent déjà la discipline. Pour l'URSS, le sport était un moyen de former et de rendre plus productifs ses ouvriers, puis s'est peu-à-peu imposé comme un moyen d'unifier les différentes Républiques soviétiques. Considérant d'abord les Jeux olympiques comme une promotion de l'impérialisme, l'URSS de Staline comprend rapidement l'enjeu du sport comme vitrine idéologique et comme moyen de prouver la supériorité du modèle communiste,. 
Si l'URSS n'engage aucun athlète en 1948, ne se considérant pas prête à se confronter aux autres pays, elle fait une entrée fracassante lors des Jeux olympiques de 1952 à Helsinki. En raison du contexte international, le rideau de fer atteint le village olympique qui se voit séparé en deux, d'une part le village occidental et d'une autre le village oriental. À l'instar de l'ordre mondial, les États-Unis et l'URSS finissent respectivement premier et deuxième au classement des médailles, avec un court écart de cinq médailles sur le total, les États-Unis dominant plus largement au nombre de titres, 40 contre 22.
De par la forte médiatisation des événements, les rencontres sportives deviennent politiques : chaque victoire est perçue comme preuve de supériorité, et chaque défaite comme un désaveu. Les nombreux succès de l'Union soviétique permettent à la Pravda d'écrire en 1972 que « Les grandes victoires de l'Union soviétique et des pays-frères constituent la preuve éclatante que le socialisme est le système le mieux adapté à l'accomplissement physique et spirituel de l'homme ».

### Un lieu d'affrontement pour les superpuissances
Durant la période de la guerre froide, les deux superpuissances vont s'adonner à une véritable course aux médailles. La deuxième et troisième participation de l'URSS en 1956 et 1960 voit le modèle soviétique triompher, mais les États-Unis reprennent le dessus en 1964 et 1968. Ensuite les Soviétiques terminent en tête des bilans lors de chaque édition jusqu'au Jeux olympiques d'été de 1988 à Séoul, à l’exception de ceux de 1984 à Los Angeles qu'ils boycottent. L'intensité de l'affrontement idéologique va marquer l'opinion publique.
Le 14 janvier 1980, Walter Mondale, vice-président des États-Unis, déclare que les Jeux Olympiques de Moscou, qui doivent se tenir en août, devraient être organisés à Montréal ou à Munich, hôtes des dernières Olympiades. Il confirme ainsi une rumeur grandissante : en guise de rétorsion contre l’invasion de l’Afghanistan par l’URSS (décembre 1979), les États-Unis pourraient boycotter l’Olympiade, privant le Kremlin du bénéfice de l’organisation de la grand’messe sportive .

#### La finale de basket-ball à Munich (1972)
La finale de basket-ball des Jeux olympiques de 1972 à Munich voit s'affronter les deux superpuissances. À trois secondes de la fin, les États-Unis inscrivent deux lancers francs par Doug Collins pour mener par 50 à 49. Les Soviétiques remettent en jeu, mais ne parviennent pas à marquer et la fin du match est sifflée donnant les Américains vainqueurs.
Sur l'intervention du secrétaire général de la FIBA, R. William Jones, l'équipe d'URSS se voit attribuer un temps-mort, qu'elle déclare avoir demandé pendant les lancers francs et qui ne lui pas été accordé, puis remet en jeu avec trois secondes rajoutées au chronomètre. Les Soviétiques ne parviennent pas à marquer, mais, le chronomètre ayant été mal réglé, trois secondes leur sont à nouveau accordées. Palauskas lance en direction de Aleksandr Belov, qui marque. Le score devient donc 51 à 50 en faveur de l'URSS : elle est couronnée championne olympique, privant les Américains du titre en basket-ball, compétition qu'ils avaient toujours remporté depuis son introduction de ce sport en 1936. Les Américains quittent le terrain face à ce résultat qu'ils jugent scandaleux, et refusent leur médaille d'argent.

#### La coupe du monde de football de 1974
Lors de la coupe du monde de football de 1974 en Allemagne de l'Ouest (RFA), les deux Allemagnes se rencontrent en phase de poule pour un match sans enjeu sportif (les deux équipes sont alors qualifiées pour le tour suivant). Mais politiquement, ce match intervient dans un contexte de détente et de rapprochement entre la RFA et la Allemagne de l'Est (RDA) et donc synonyme de tensions. À l'époque, il était dit couramment qu'au final c'était l'Allemagne qui gagnait. Ce match voit la victoire 1 à 0 de l'équipe de RDA. Finalement, c'est la sélection de RFA qui remporte plus tard cette coupe du monde, en battant en finale les Pays-Bas. Malgré l'interdiction formelle qu'impose l'URSS à la RDA de montrer des signes amicaux, les deux équipes procèdent à un échange des maillots, mais dans les vestiaires, loin des caméras,.

#### La gymnastique à Montréal en 1976
Les Jeux olympiques de 1976 joués à Montréal sont une véritable consécration pour les pays communistes. En effet, à 14 ans, la gymnaste roumaine Nadia Comăneci est la première athlète à obtenir la note de 10/10. Elle devient le symbole de l’excellence communiste.

#### La finale de Hockey sur glace (1980)
Lors des Jeux olympiques d'hiver de 1980 à Lake Placid, la poule finale de la compétition de hockey sur glace voit quatre équipes s'affronter pour le titre : la Finlande, la Suède et les deux représentantes des superpuissances, 
les États-Unis et l'URSS, détentrice des quatre derniers titres olympiques. Contre toute attente, les Américains remportent cette rencontre, surnommée « miracle sur glace », sur le score de 4 à 3, la sélection américaine remportant la poule et ainsi le titre olympique. L’entraîneur de l'équipe Herb Brooks déclare alors « cela prouve que notre mode de vie est le bon ».

## Une arme de diplomatie et de contestation
Si les événements sportifs constituent un lieu d'affrontement pour les superpuissances, ils sont également devenus un moyen de pression diplomatique et par là même, un moyen de dénoncer le duopole soviétique et américain,. 

### Les Jeux olympiques de Melbourne (1956)
Les Jeux olympiques de Melbourne se déroulent dans un contexte international vraiment particulier : les chars du pacte de Varsovie sont entrés en Hongrie en octobre pour réprimer l'insurrection de Budapest, tandis que la France et l'Angleterre subissent un revers diplomatique tandis qu'Israël occupe le territoire égyptien lors de la crise de Suez. En demi-finale de la compétition de water-polo, l'équipe soviétique affronte l'équipe hongroise. Celle-ci termine littéralement en « bain de sang » après une confrontation physique entre les joueurs au sein de la piscine, conduisant à la blessure d'un des joueurs hongrois. Aussi, de nombreux pays vont boycotter les Jeux : des pays européens comme la Suisse, les Pays-Bas et l'Espagne afin de dénoncer l'ingérence de l'URSS en Hongrie ainsi que certains pays arabes tels que le Liban, l’Égypte et l'Irak pour dénoncer la présence Israélienne à Suez. Enfin, la République populaire de Chine quitte les jeux lorsque le drapeau de Taïwan est levé.

### Les Jeux olympiques de Mexico (1968)
L'année 1968 fut turbulente pour les États-Unis. Les émeutes raciales battaient de leur plein tandis que leur leader Martin Luther King est assassiné. En réponse aux violences subies par les afro-américains aux États-Unis, les athlètes Tommie Smith et John Carlos lèvent le poing face au public en signe de protestation lors des jeux olympiques de 1968. 

### La diplomatie du tennis de table (1971)
Dans le cadre d'une réouverture des discussions diplomatiques entre les États-Unis et la Chine rompues depuis deux décennies, les deux gouvernements décident de se rencontrer à l'occasion de la 31e édition des championnats du monde de tennis de table au Japon. À l'instar de l'expression chinoise « l'amitié d'abord, la compétition après », cet événement est le point de départ du rétablissement des relations entre les deux États. Cet événement est par conséquent appelé la diplomatie du ping-pong.

### La prise d'otage des Jeux olympiques de Munich (1972)
Le 5 septembre 1972 à l'occasion des Jeux olympiques de Munich, l'organisation pro-palestinienne « septembre noir » prend en otage neuf athlètes de la délégation israélienne. Les autorités ouest-allemandes, mal-préparées à ce genre d'événement, échouent lors des négociations, ce qui conduit au massacre des athlètes et des terroristes, faisant 17 morts. C'est la première fois que le terrorisme international frappe aux yeux du monde. 

### Les Jeux olympiques de Moscou (1980)
Les Jeux Olympiques de Moscou se déroulent eux aussi dans un contexte très tendu. D'abord, la guerre froide connaît un regain avec l'invasion de l'Afghanistan par l'URSS et leur condamnation du bloc de l'ouest, ce qui amène le président américain Jimmy Carter à appeler au boycott des Jeux. De plus, la Pologne connaît une gigantesque vague de révolte ouvrière à Gdansk, vite réprimée par le général Jaruzelski avec le soutien de Moscou. Alors que le perchiste polonais Wladyslaw Kozakiewicz remporte l'épreuve de saut à la perche face au favori soviétique, il se tourne vers le public pour lui adresser un bras d'honneur. S'il prétexta un spasme musculaire, beaucoup interprétèrent ce geste comme une contestation à l'hégémonie soviétique.   

### Les Jeux olympiques de Los Angeles (1984)
Malgré le boycott de l'URSS et de 14 pays du bloc soviétique en réponse au boycott des Jeux olympiques de Moscou, les Jeux olympiques de Los Angeles sont une véritable consécration pour les Américains qui enregistrent le record de participation pour des Jeux olympiques avec plus de 140 participants.